# Patrick Mimouni
Pour les articles homonymes, voir Mimouni.
Patrick Mimouni est un réalisateur, scénariste, monteur de films, romancier et essayiste français, né en 1954 à Constantine. Il a obtenu le Prix Jean-Vigo  pour son film Quand je serai star en 2004, et le Grand prix de la Critique littéraire pour son livre, Les Mémoires maudites en 2018. Il est le frère du réalisateur Gilles Mimouni.

## Formation
Il fait des études d’architecture à l’école des Beaux-Arts de Paris (Up 6) et de cinéma à l’Institut des hautes études cinématographiques (34e promotion).

## Biographie
Patrick Mimouni se fait connaître par ses courts métrages primés dans plusieurs festivals à la fin des années 1980. C’est « l’un des très rares cinéastes français de court métrage, qui sait faire cohabiter harmonieusement des caractères disparates sans moralisme dominant », selon Raphaël Bassan dans Libération.
L’homosexualité est présente dans la plupart des films de Mimouni. Villa Mauresque, son premier long métrage en 1992, hanté par le spectre du sida, offre le spectacle « d’une indéfectible élégance face au matérialisme et à la barbarie ordinaire », selon Les Cahiers du cinéma. Le film reçoit le Prix du Long Métrage au festival de Belfort.
Le Traité du hasard, le second long-métrage de Mimouni sorti en 1998, s’attaque à l’effet foudroyant du sida sur les comportements sexuels , selon Gérard Lefort dans Libération, « un film dur, mais pas triste pour autant, ou pire, pleurnichard, un film ferme sur ce qui n’a pas de prix ». 
« Cette captation du vécu des pédés d’aujourd’hui est d’une grande force », souligne Olivier Nicklaus dans Les Inrockuptibles. 
Mimouni obtient le Prix Jean-Vigo  pour Quand je serai star en 2004, un film où il étudie l’effet du sida sur une nouvelle génération : « un film complètement libre. De droit et sur parole, mais surtout libre comme l’air qui y circule » selon Lefort. Un film qui repose sur « la croyance absolue qu’il faut devenir souverain(e) de sa propre vie, qu’il faut avoir le courage de s’inventer, et aussi de défier la pesanteur », selon Olivier Nicklaus.
« Le projet un peu fou d’adapter au cinéma A la recherche du temps perdu », débute vers 2007 pour Mimouni. Il se consacre alors à l’étude de Marcel Proust. Il publie Les Mémoires maudites, Juifs et homosexuels dans l’œuvre et dans la vie de Marcel Proust aux éditions Grasset en 2018. « Attention, chef-d'œuvre ! Patrick Mimouni vient d'achever l'un des livres vraiment géniaux de la décennie », selon Alexis Lacroix dans L’Express. 
Il obtient le Grand prix de la Critique littéraire en 2018. 
En novembre 2021, Mimouni publie Proust amoureux, vie sexuelle, vie sentimentale, vie spirituelle, toujours chez Grasset. Ouvrage « passionnant », selon Nelly Kaprièlian dans Les Inrockuptibles.  Livre « proustien, non pas dans le style – l’écriture est nerveuse et directe –, mais dans la composition tout en spirales et en illuminations rétrospectives », remarque Frédéric Pagès dans Le Canard enchaîné. « Mimouni montre comme les mœurs du jeune Marcel, avant même qu’il ait écrit une ligne, étaient plus cachées par son entourage que par lui-même », voilà notamment ce qui fait « l'un des charmes de Proust amoureux », selon Mathieu Lindon dans Libération. « Mimouni nous livre ici un portrait inédit et tout à fait captivant », note Vincent Roy dans L'Humanité.
Mimouni est un des rares cinéastes à avoir développé une œuvre de critique littéraire. « Il est surtout un immense lettré qui a consacré plus de dix ans de sa vie à explorer A la Recherche du temps perdu dans ses moindres détails », signale son éditeur.
Mimouni a également réalisé plusieurs documentaires pour la télévision. Et il a publié un roman en 2006, consacré à Arielle Dombasle, dont il fait un personnage de fiction.
Au début des années 2020, il prend plusieurs fois à partie Antoine Compagnon dans la revue La Règle du jeu, à propos de ses remarques sur Marcel Proust,,.

## Filmographie

### Longs métrages
- 1992 : Villa Mauresque
- 1998 : Le Traité du hasard
- 2004 : Quand je serai star

### Courts et moyens métrages
- 1986 : Bertrand disparu
- 1987 : L'Inattendue
- 1987 : Les Amis
- 1989 : L'Éternelle
- 1994 : La Maison

### Documentaires
- 1989 : Don Carlos de Beistegui
- 1990 : Charles et Marie-Laure de Noailles
- 1998 : À Groussay
- 2006 : Un portrait d'André Ostier

### Scénario
- 2013 : Opium d'Arielle Dombasle

### Montage
- 1989 : Histoires d'Amérique de Chantal Akerman

## Publications
- 2006 : Arielle, roman, Flammarion,  (ISBN 9782080690845).
- 2007 : La vocation talmudique de Proust, essai, dans La Règle du jeu, n° 35, Grasset,  (ISBN 9782246690887).
- 2009 : Fumer avec Proust, essai, dans La Règle du jeu, n° 40, Grasset,  (ISBN 9782246741244).
- 2011 : La douceur de Swann, essai, dans La Règle du jeu, n° 47, Grasset,  (ISBN 9782246786290).
- 2012 : L'être zéro, essai, dans La Règle du jeu, n° 48, Grasset,  (ISBN 9782246786764).
- 2012 : L'être tout le monde, essai, dans La Règle du jeu, n° 50, Grasset,  (ISBN 9782246786825).
- 2018 : Les Mémoires maudites : Juifs et homosexuels dans l'œuvre et la vie de Marcel Proust, essai, Grasset,  (ISBN 2246814553).
- 2018 : Entre les lignes : Proust et la littérature juive, dans La Règle du jeu, publié en ligne
- 2018 : Qu’est-ce que la littérature homosexuelle ?, dans La Règle du jeu, publié en ligne
- 2019 : Les vertus hébraïques du grand-père de Proust, dans La Règle du jeu, publié en ligne
- 2019 : Proust et le sionisme, dans La Règle du jeu, publié en ligne
- 2020 : Antoine Compagnon et la judéité de Proust, dans La Règle du jeu, publié en ligne
- 2021 : Proust amoureux, vie sexuelle, vie sentimentale, vie spirituelle, essai, Grasset,  (ISBN 9782246829843).
- 2022 : Proust, « vecteur de la propagande sioniste », selon Antoine Compagnon, dans La Règle du jeu, publié en ligne
- 2022 : Le Talmud dans le roman proustien, dans La Règle du jeu, publié en ligne
- 2023 : Proust et l’extrême droite, dans La Règle du jeu, publié en ligne  ; réédité en librairie, Grasset,  (ISBN 978-2246833956),
- 2023 : Proust et ses héritiers, dans La Règle du jeu, publié en ligne
- 2024 : Intellectuels et Anti-intellectuels chez Proust, dans La Règle du jeu, publié en ligne

## Distinctions

### Cinéma
- 1987 : Prix de la Presse pour Bertrand disparu au festival du court-métrage de Clermont-Ferrand.
- 1987 : Prix de la Presse pour Bertrand disparu au festival du court-métrage de Brest.
- 1990 : Prix spécial du Jury pour L'Éternelle au festival du court-métrage de Brest.
- 1992 : Prix du Long Métrage pour Villa Mauresque au festival de Belfort.
- 1992 : Prix du Public pour Villa Mauresque aux Rencontres cinématographiques de Dunkerque.
- 2004 : Prix Jean-Vigo pour Quand je serai star.

### Publications
- 2018 : Grand prix de la Critique littéraire pour Les Mémoires maudites : Juifs et homosexuels dans l'œuvre et la vie de Marcel Proust, essai, Grasset.